# Rovan'i Manjakamiadana

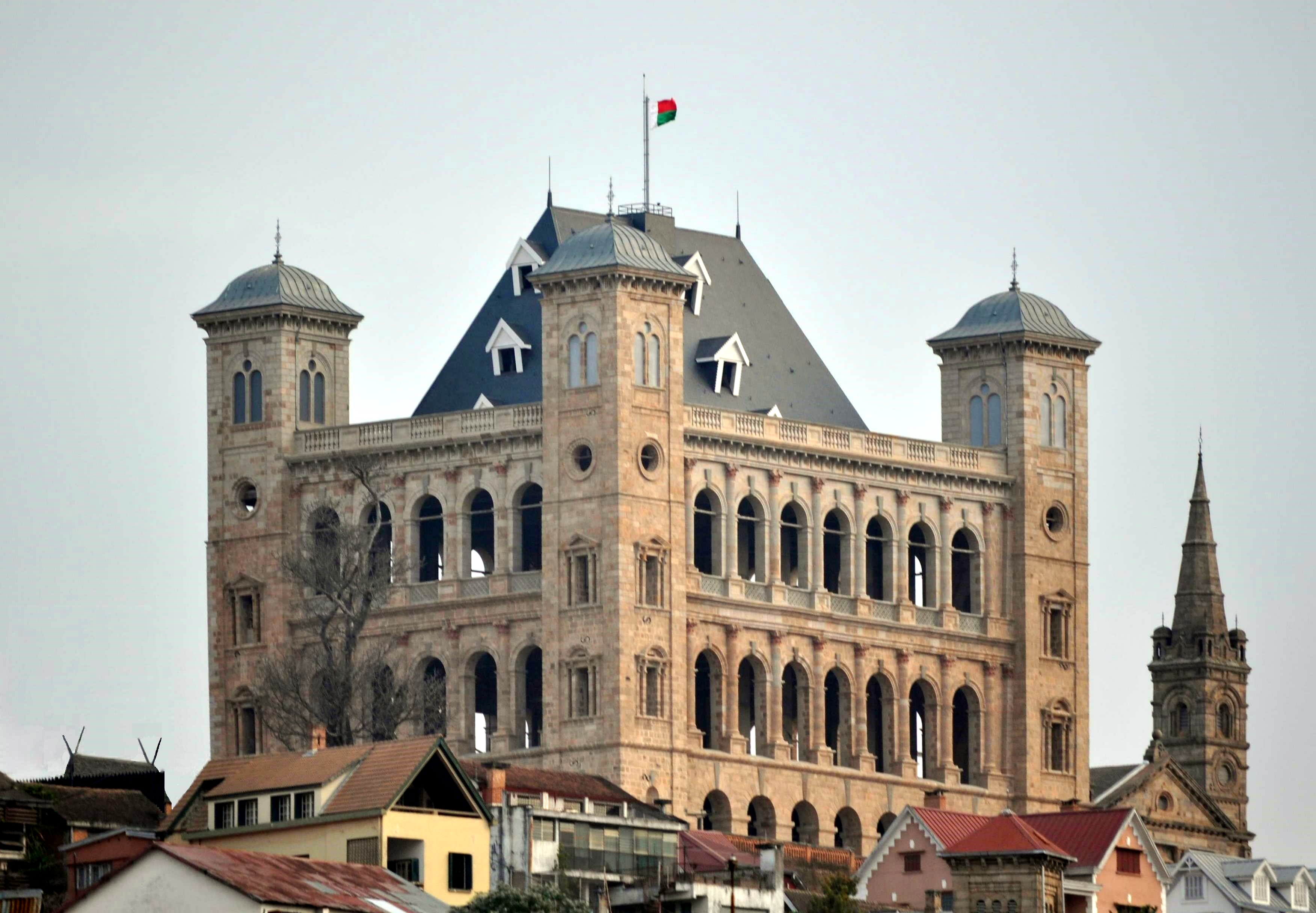
Reconstructed Rova Antananarivo Madagascar

Rovan'i Manjakamiadana är ett kungligt palatskomplex ("Rova") i Antananarivo i Madagaskar. Det fungerade som residens för Madagaskars kungahus och dess regenter mellan 1610 och 1896, då monarkin avskaffades. Det var den världsliga motsvarigheten till dynastins andliga residens i Ambohimanga.
Flera olika palats har stått på platsen och byggts om och moderniserats allteftersom. Det ursprungliga Manjakamiadana-palatset i inhemsk stil ersattes med ett träpalats i blandad kreolsk still 1840. Det kreolska träpalatset ersattes av ett palats i sten 1867, som blev dess slutliga version. 
Palatset stod i tur att placeras på UNESCO:s världsarvslista när det brann ned i november 1995. Det har därefter restaurerats. 